# Strychnos krukoffiana
Strychnos krukoffiana là một loài thực vật có hoa trong họ Mã tiền. Loài này được Ducke miêu tả khoa học đầu tiên năm 1947.